# Bligh Island Marine Provincial Park
Der Bligh Island Marine Provincial Park ist ein Provinzpark im kanadischen British Columbia. Das Meeresschutzgebiet wurde 1995 gegründet, ist rund 44,5 km² groß und nur per Boot zugänglich. Wegen der Buchten und Inseln ist das Schutzgebiet bei Yacht- und Sportbootfreunden beliebt. Der Park liegt vor Vancouver Island und gehört zum Strathcona Regional District. Er ist einer der größten Marine Provincial Park in British Columbia. Hauptausgangsort um den Park zu besuchen ist Gold River.

## Anlage
Das Schutzgebiet befindet sich im Nootka Sound und liegt etwa 5 km Luftlinie nordöstlich der Ansiedlung Yuquot. Das Schutzgebiet umfasst dabei die Wasserflächen innerhalb der Schutzgebietsgrenzen, sowie den südlichen Teil von Bligh Island und weiterhin die Inseln der Spanish Pilot Group, der Villaverde Islands und der Pantoja Islands. Von den 4.455,6 ha Schutzgebietsfläche entfallen 1.584 ha auf Landfläche sowie 2.871,6 ha auf Wasserfläche und Gezeitenstrand.
Bei dem Park handelt es sich um ein Schutzgebiet der Kategorie II (Nationalpark).

## Geschichte
Wie bei fast allen Provinzparks in British Columbia gilt auch für diesen, dass er lange bevor die Gegend von europäischen Einwanderern besiedelt oder sie Teil eines Parks wurde, Jagd- und Fischereigebiet verschiedener Stämme der First Nations, der Nuu-chah-nulth, war. Ihre Anwesenheit kann anhand archäologischer Funde für die letzten rund 4000 Jahre nachgewiesen werden.
Geschichtlich ist das Gebiet weiterhin dadurch von Bedeutung, da hier 1778 der erste Kontakt von James Cook mit Einheimischen erfolgte.

## Flora und Fauna
Innerhalb des Ökosystems von British Columbia wird das Parkgebiet der Coastal Western Hemlock Zone mit der Very Wet Hypermaritime Subzone zugeordnet.  Diese biogeoklimatischen Zonen zeichnen sich durch ein ähnliches Klima sowie gleiche oder sehr ähnliche biologische und geologische Voraussetzungen aus. Daraus resultiert in den jeweiligen Zonen dann auch ein sehr ähnlicher Bestand an Pflanzen und Tieren.
Auf Grund seiner ruhigen Lage brüten im Park mehrere Paare Weißkopfseeadler.

## Benachbarte Parks
In der Nähe dieses Parks befindet sich noch ein weiterer Provincial Park. Westlich des Parks, auf Nootka Island, liegt der Santa Gertrudis – Boca del Infierno Provincial Park.

## Aktivitäten
Der Park verfügt über keine touristische Infrastruktur. Obwohl in Provincial Parks grundsätzlich verboten, ist hier an einigen Stellen das wilde Campen und Feuer machen erlaubt.